# Tessensohnrücken
Der Tessensohnrücken ist ein bis zu 2700 m hoher Gebirgskamm im ostantarktischen Viktorialand. In der Barker Range der Victory Mountains erstreckt er sich vom Mount Burton in südwestlicher Richtung.
Wissenschaftler der deutschen Expedition GANOVEX IV (1984–1985) benannten ihn. Namensgeber ist Franz Tessensohn (1939–2019), der die Polarforschung an der Bundesanstalt für Geowissenschaften und Rohstoffe etabliert hatte.